# Cabézon tacheté
Capito niger
Espèce
Statut de conservation UICN

 LC  : Préoccupation mineure
Le Cabézon tacheté (Capito niger) est une espèce d'oiseaux de la famille des Capitonidae, dont l'aire de répartition s'étend du Venezuela au Brésil, à la Guyane, la Guyana et au Suriname.